# 2015 w boksie

## Lista zawodowych mistrzów świata na 31 grudnia 2015
| Kategoria       | WBA                                                                          | WBC                                  | IBF                                | WBO                                  | IBO                                   |
| Słomkowa        | Hekkie Budler · Południowa Afryka                                            | Chayaphon Moonsri · Tajlandia        | José Argumedo · Meksyk             | Kōsei Tanaka · Japonia               | Hekkie Budler · Południowa Afryka     |
| Junior musza    | Ryoichi Taguchi · Japonia                                                    | Yu Kimura · Japonia                  | Akira Yaegashi · Japonia           | Donnie Nietes · Filipiny             | wakat                                 |
| Musza           | Juan Francisco Estrada · Meksyk · Kazuto Ioka · Japonia                      | Román González · Nikaragua           | Amnat Ruenroeng · Tajlandia        | Juan Francisco Estrada · Meksyk      | Moruti Mthalane · Południowa Afryka   |
| Junior kogucia  | Kōhei Kōno · Japonia                                                         | Carlos Cuadras · Meksyk              | McJoe Arroyo · Portoryko           | Naoya Inoue · Japonia                | Gideon Buthelezi · Południowa Afryka  |
| Kogucia         | Juan Carlos Payano · Dominikana · Jamie McDonnell · Wielka Brytania          | Shinsuke Yamanaka · Japonia          | Lee Haskins · Wielka Brytania      | Pungluang Sor Singyu · Tajlandia     | Juan Carlos Payano · Dominikana       |
| Junior piórkowa | Scott Quigg · Wielka Brytania                                                | Julio Ceja · Meksyk                  | Carl Frampton · Wielka Brytania    | Nonito Donaire · Filipiny            | Paulus Ambunda · Namibia              |
| Piórkowa        | Leo Santa Cruz · Meksyk · Jesus Cuellar · Argentyna                          | Gary Russell Jr. · Stany Zjednoczone | Lee Selby · Wielka Brytania        | Wasyl Łomaczenko · Ukraina           | Lusanda Komanisi · Południowa Afryka  |
| Junior lekka    | Takashi Uchiyama · Japonia · Javier Fortuna · Dominikana                     | Francisco Vargas · Meksyk            | José Pedraza · Portoryko           | Román Martínez · Portoryko           | Jack Asis · Australia                 |
| Lekka           | Anthony Crolla · Wielka Brytania                                             | Jorge Linares · Wenezuela            | Rances Barthelemy · Kuba           | Terry Flanagan · Wielka Brytania     | Xolisani Ndongeni · Południowa Afryka |
| Lekkopółśrednia | Adrien Broner · Stany Zjednoczone                                            | Wiktor Postoł · Ukraina              | Eduard Trojanowski · Rosja         | Terence Crawford · Stany Zjednoczone | Eduard Trojanowski · Rosja            |
| Półśrednia      | Floyd Mayweather Jr. · Stany Zjednoczone · Keith Thurman · Stany Zjednoczone | wakat                                | Kell Brook · Wielka Brytania       | Timothy Bradley · Stany Zjednoczone  | Tsiko Mulovhedzi · Południowa Afryka  |
| Lekkośrednia    | Floyd Mayweather Jr. · Stany Zjednoczone · Erislandy Lara · Kuba             | wakat                                | Jermall Charlo · Stany Zjednoczone | Liam Smith · Wielka Brytania         | Erislandy Lara · Stany Zjednoczone    |
| Średnia         | Giennadij Gołowkin · Kazachstan · Daniel Jacobs · Stany Zjednoczone          | Saúl Álvarez · Meksyk                | Giennadij Gołowkin · Kazachstan    | Billy Joe Saunders · Wielka Brytania | Giennadij Gołowkin · Kazachstan       |
| Superśrednia    | Fiodor Czudinow · Rosja                                                      | Badou Jack · Szwecja                 | James DeGale · Wielka Brytania     | Arthur Abraham · Niemcy              | wakat                                 |
| Półciężka       | Siergiej Kowalow · Rosja · Jürgen Brähmer · Niemcy                           | Adonis Stevenson · Kanada            | Siergiej Kowalow · Rosja           | Siergiej Kowalow · Rosja             | wakat                                 |
| Junior ciężka   | Dienis Lebiediew · Rosja                                                     | Grigorij Drozd · Rosja               | Victor Emilio Ramírez · Argentyna  | Krzysztof Głowacki · Polska          | Ola Afolabi · Wielka Brytania         |
| Ciężka          | Tyson Fury · Wielka Brytania · Ruslan Chagayev · Uzbekistan                  | Deontay Wilder · Stany Zjednoczone   | wakat                              | Tyson Fury · Wielka Brytania         | Tyson Fury · Wielka Brytania          |

## Styczeń
5 stycznia 
- Suva – zmarł Zulfikar Joy Ali (lat 36), fidżyjski bokser kategorii lekkośredniej[1].

 11 stycznia 
- La Spezia – zmarł Bruno Visintin (lat 82), włoski bokser, brązowy medalista olimpijski z Rzymu (kat. lekkopółśrednia), zawodowy mistrz Europy w kategorii lekkośredniej[2].

 16 stycznia 
- General Alvear – zmarł Juan Aguilar (lat 71), argentyński bokser kategorii półciężkiej, olimpijczyk[3].

 17 stycznia 
- Las Vegas – Deontay Wilder zdobył mistrzostwo świata WBC w kategorii ciężkiej, pokonując jednogłośnie na punkty Bermane’a Stiverne’a[4].
Leo Santa Cruz obronił mistrzostwo świata WBC w kategorii superkoguciej, pokonując przez techniczny nokaut w 8. rundzie Jesusa Ruiza[5].

 17 – 24 stycznia
- Ułan Bator – Mistrzostwa Mongolii 2015

 19 – 24 stycznia
- Spokane – Mistrzostwa USA 2015[6].

 23 stycznia 
- Grudziądz – zmarł Leszek Leiss (lat 82), polski bokser, dwukrotny mistrz Polski[7].

 24 stycznia 
- Bergamo – Emiliano Marsili obronił mistrzostwo Europy (EBU) w kategorii lekkiej, wygrywając przeze techniczny nokaut w 7. rundzie z Gyorgy Mizsei'em.

 31 stycznia
- Toruń – Maciej Miszkiń pokonał jednogłośnie na punkty reprezentanta Łotwy Dmitrijsa Ovsjannikovsa[8].
Marek Matyja pokonał przed czasem w trzeciej rundzie reprezentanta Chorwacji Stjepana Božicia[9].
Piotr Gudel pokonał jednogłośnie na punkty rodaka Krzysztofa Rogowskiego[10].
Krzysztof Głowacki pokonał jednogłośnie na punkty Nuri Seferiego. Sędziowie punktowali 118-110, 118-110, 120-108. Pojedynek był eliminatorem do mistrzostwa świata WBO w kategorii junior ciężkiej[11].

## Luty
5 lutego
- Nakhon Sawan – Chayaphon Moonsri obronił mistrzostwo WBC w kategorii słomkowej, pokonując na punkty Jeffreya Galero.

14 lutego - 28 marca
- Motherwell – Mistrzostwa Szkocji 2015[12]

 19 lutego 
- Filadelfia – zmarł Harold Johnson (lat 87), amerykański bokser, były zawodowy mistrz świata kategorii półciężkiej[13].

21 lutego
- Monte Carlo – Giennadij Gołowkin obronił supermistrzostwo WBA w kategorii średniej, pokonując przez techniczny nokaut w 11. rundzie Martina Murraya[14].
 Hekkie Budler obronił mistrzostwo WBA w kategorii słomkowej, pokonując na punkty Jesusa Silvestre’a[15].
 Lee Haskins zdobył wakujący tytuł mistrza Europy (EBU) w wadze koguciej, po wygraniu w 8. rundzie wskutek kontuzji z Omarem Lamirim.
- Berlin – Arthur Abraham obronił mistrzostwo WBO w kategorii superśredniej, pokonując na punkty Paula Smitha.

28 lutego
- Belfast – Carl Frampton obronił mistrzostwo świata IBF w kategorii junior piórkowej, pokonując przez techniczny nokaut w 5. rundzie Chrisa Avalosa.
- Mediolan – Michele Di Rocco obronił mistrzostwo Europy (EBU) w kategorii lekkopółśredniej, wygrywając przez techniczny nokaut w 9. rundzie z Kasperem Bruunem.

## Marzec
6 marca
- Liverpool – Zolani Tete obronił mistrzostwo świata IBF w kategorii junior koguciej, pokonując przez techniczny nokaut w 8. rundzie Paula Butlera.

7 marca
- Makau – Amnat Ruenroeng obronił mistrzostwo świata IBF w kategorii muszej, pokonując na punkty Zou Shiminga.
- Las Vegas – Keith Thurman obronił mistrzostwo świata WBA w kategorii półśredniej, pokonując na punkty Roberta Guerrero[16].

14 marca
- Montreal – Siergiej Kowalow obronił supermistrzostwo świata WBA oraz mistrzostwo IBF i WBO w kategorii półciężkiej, pokonując przez techniczny nokaut w 8. rundzie Jeana Pascala[17].
- Charleville-Mézières – Igor Michałkin obronił tytuł mistrza Europy (EBU) w kategorii półciężkiej, nokautując w 9. rundzie Hakima Chioui.

21 marca
- Rostock – Jürgen Brähmer obronił mistrzostwo świata WBA w wadze półciężkiej, pokonując przez poddanie w 9. rundzie Robin Krasniqiego.

28 marca
- Las Vegas – Gary Russell Jr. zdobył mistrzostwo świata WBC w kategorii piórkowej, pokonując przez techniczny nokaut w 4. rundzie Jhonny’ego Gonzáleza[18].
- Mérida – Juan Francisco Estrada obronił supermistrzostwo świata WBA oraz mistrzostwo WBO w kategorii muszej, pokonując przez techniczny nokaut w 3. rundzie Rommela Asenjo.
- Sheffield – Kell Brook obronił mistrzostwo świata IBF w kategorii półśredniej, pokonując przez poddanie w 4. rundzie Ionuța Dan Iona[19].
 Gavin McDonnell zdobył wakujący tytuł mistrza Europy (EBU) w wadze junior piórkowej, po wygraniu na punkty z Ołeksandrem Jegorowem.
- Quezon City – Donnie Nietes obronił mistrzostwo WBO w kategorii muszej, pokonując przez poddanie w 9. rundzie Gilberto Parrę.

28 marca – 29 marca
- Tampere – Mistrzostwa Nordyckie 2015[20].

## Kwiecień
4 kwietnia
- Quebec – Adonis Stevenson obronił mistrzostwo świata WBC w kategorii półciężkiej, pokonując na punkty Sakio Bikę z Australii.
- Metepec – Carlos Cuadras obronił mistrzostwo świata WBC w kategorii junior koguciej, pokonując na punkty Luisa Concepcióna z Panamy.

10 kwietnia
- Moskwa – Dienis Lebiediew obronił mistrzostwo świata WBA w kategorii junior ciężkiej, pokonując na punkty Youri Kalengę z Francji[21].

11 kwietnia
- Mazatlán – Pedro Guevara obronił mistrzostwo świata WBC w kategorii junior muszej, wygrywając przez techniczny nokaut w 1. rundzie z Richardem Claverasem z Filipin.
- San Juan – Román Martínez zdobył mistrzostwo świata WBO w kategorii junior lekkiej, wygrywając jednogłośnie na punkty z obrońcą tytułu Orlando Salido z Meksyku[22].

16 kwietnia
- Osaka – Shinsuke Yamanaka obronił mistrzostwo świata WBC w kategorii koguciej, wygrywając przez nokaut w 7. rundzie z Diego Ricardo Santillanem z Argentyny.

18 kwietnia
- Arlington – Terence Crawford zdobył wakujący tytuł mistrza świata WBO w kategorii lekkopółśredniej, wygrywając przez techniczny nokaut w 6. rundzie z Thomasem Dulorme z Portoryko[23].
- Carson – Andrzej Fonfara zdobył wakujący tytuł mistrza międzynarodowego WBO w kategorii półciężkiej, wygrywając przez poddanie w 10. rundzie z Julio Césarem Chávezem Jrem z Meksyku[24].

22 kwietnia
- Osaka – Kazuto Ioka zdobył tytuł mistrza świata WBA w kategorii muszej, wygrywając niejednogłośnie na punkty z obrońcą tytułu Juanem Carlosem Reveco z Argentyny[25].
 Katsunari Takayama obronił tytuł mistrza świata iBF w kategorii słomkowej, wygrywając wskutek kontuzji w 9. rundzie z Fahlanem Sakkreerinem Jrem z Tajlandii[25].

24 kwietnia
- Chicago – Daniel Jacobs obronił mistrzostwo świata WBA w kategorii średniej, wygrywając przez techniczny nokaut w 12. rundzie z Calebem Truaxem z USA[26].
 Badou Jack zdobył tytuł mistrza świata WBC w kategorii superśredniej, wygrywając na punkty z obrońcą tytułu Anthonym Dirrellem z USA[27].
 Artur Szpilka (waga ciężka) pokonał przez techniczny nokaut w 2. rundzie Ty Cobba z USA[28].
 Maciej Sulęcki (waga średnia) pokonał przez techniczny nokaut w 2. rundzie Darryla Cumnninghama z USA[29].
- Calais – Romain Jacob obronił tytuł mistrza Europy (EBU) w kategorii junior lekkiej, wygrywając na punkty z Ermano Fegatillim.

25 kwietnia
- Nowy Jork – Wołodymyr Kłyczko obronił supermistrzostwo świata WBA oraz mistrzostwo świata iBF i WBO w kategorii ciężkiej, wygrywając jednogłośnie na punkty z Bryantem Jenningsem z USA[30].
- Helsinki – Edis Tatli zdobył wakujący tytuł mistrza Europy (EBU) w kategorii lekkiej, wygrywając na punkty z Yvanem Mendym.
- Berlin – Mateusz Masternak (waga junior ciężka) wygrał przez techniczny nokaut w 2. starciu z Rubenem Angelem Mino z Argentyny.

## Maj
1 maja
- Las Vegas – Raymundo Beltran pokonał przez techniczny nokaut w 2. rundzie Takahiro Aō; nie zdobył jednak mistrzostwa świata WBO w kategorii lekkiej, ponieważ nie zmieścił się w limicie wagi[31].
- Tokio – Takashi Miura obronił tytuł mistrza świata WBC w kategorii junior lekkiej wygrywając przez techniczny nokaut w 3. rundzie z Billym Dibem z Australii[32].

2 maja
- Las Vegas – Floyd Mayweather Jr. obronił tytuły supermistrza świata WBA oraz mistrza świata WBC w wadze półśredniej wygrywając na punkty z mistrzem świata WBO Mannym Pacquiao[33]. 
 Wasyl Łomaczenko obronił tytuł mistrza świata WBO w kategorii piórkowej, nokautując w 9. rundzie Gamaliera Rodrigueza z Portoryko[34].

4 maja
- Gujana – Andrew Lewis, były mistrz świata WBA w kategorii półśredniej, zginął w wypadku samochodowym[35].

6 maja
- Tokio – Takashi Uchiyama obronił tytuł supermistrza świata WBA w kategorii junior lekkiej wygrywając przez techniczny nokaut w 2. rundzie z Jomthongiem Chuwatana z Tajlandii[36]. 
 Ryoichi Taguchi obronił tytuł mistrza świata WBA w kategorii junior muszej, wygrywając przez techniczny nokaut w 8. rundzie z Kwanthaim Sithmorsengiem z Tajlandii.

9 maja
- Hidalgo – Jamie McDonnell obronił tytuł mistrza świata WBA w kategorii koguciej wygrywając na punkty z Tomoki Kamedą z Japonii[37].
- Houston – Saúl Álvarez (waga lekkośrednia) znokautował w 3. rundzie Jamesa Kirklanda ze Stanów Zjednoczonych[38].
- Frankfurt – Fiodor Czudinow zdobył wakujący tytuł mistrza świata WBA w kategorii superśredniej wygrywając niejednogłośnie na punkty z Felixem Sturmem[39].

11 maja
- Berlin – Dienis Bojcow, rosyjski bokser wagi ciężkiej został znaleziony w stanie ciężkim na torowisku berlińskiego metra[40].

12 maja
- San Antonio – zmarł Tony Ayala Jr., były amerykański bokser wagi lekkośredniej, którego kariera została zastopowana przez skazanie za przestępstwa[41].

16 maja
- Inglewood – Giennadij Gołowkin obronił tytuł supermistrza mistrza świata WBA w kategorii średniej po wygraniu przez techniczny nokaut w 6. rundzie z Williem Monroem Jrem[42]. 
 Román González obronił tytuł mistrza świata WBC w kategorii muszej, wygrywając przez techniczny nokaut w 2. rundzie z Édgarem Sosą[43].

22 maja
- Moskwa – Grigorij Drozd obronił mistrzostwo świata WBC w wadze junior ciężkiej po pokonaniu przez techniczny nokaut w 9. rundzie Łukasza Janika[44].

23 maja
- Boston – James DeGale zdobył wakujący tytuł mistrza świata IBF w kategorii superśredniej po jednomyślnej wygranej na punkty z Andre Dirrellem[45].

 28 maja 
- Kowno – zmarł Jonas Čepulis (lat 76), litewski bokser, srebrny medalista olimpijski z Meksyku w barwach ZSRR (kat. ciężka)[46].

29 maja
- Nowy Jork – Javier Fortuna zdobył wakujący tytuł mistrza świata WBA w kategorii junior lekkiej po jednomyślnej wygranej na punkty z Bryanem Vázquezem[47]. 
 Amir Khan (waga półśrednia) wygrał jednogłośnie na punkty z Chrisem Algierim[47].
- Fuenlabrada – Hadillah Mohoumadi zdobył wakujący tytuł mistrza Europy (EBU) w kategorii superśredniej, wygrywając przez techniczny nokaut w 8. rundzie z Mariano Hilario.

30 maja
- Londyn – Kell Brook obronił tytuł mistrza świata IBF w kategorii półśredniej wygrywając przez techniczny nokaut w 6. rundzie z Frankie’em Gavinem[48]. 
 Lee Selby został nowym mistrzem świata IBF w wadze piórkowej po wygraniu przez techniczną decyzję w 8. rundzie z obrońca tytułu Jewgienijem Gradowiczem[49]. 
 Jorge Linares obronił mistrzostwo świata WBC w wadze lekkiej wygrywając przez techniczny nokaut w 10. rundzie z Kevinem Mitchellem[50]. 
 Anthony Joshua (waga ciężka) wygrał przez techniczny nokaut w 2. rundzie z Kevinem Johnsonem[51].
- Komaki – Kōsei Tanaka zdobył wakujący tytuł mistrza świata WBO w kategorii słomkowej po wygranej na punkty z Julianem Yedrasem[52].
- Ensenada – Javier Mendoza obronił tytuł mistrza świata IBF w kategorii junior muszej po pokonaniu przez techniczną decyzję w 6. rundzie Milana Melindo z Filipin.
- Mediolan – Michele Di Rocco obronił mistrzostwo Europy (EBU) w kategorii lekkopółśredniej, nokautując w 8. rundzie Alexandre’a Lepelleya.

## Czerwiec
2 czerwca
- Bangkok – Chayaphon Moonsri obronił tytuł mistrza świata WBC w kategorii słomkowej nokautując w 9. rundzie Jerry’ego Tomogdana z Filipin.

6 czerwca
- Nowy Jork – Miguel Cotto obronił tytuł mistrza świata WBC w kategorii średniej po pokonaniu przez techniczny nokaut w 4. rundzie Daniela Geale'a[53].
- Carson – Jesus Cuellar obronił tytuł mistrza świata WBA w kategorii piórkowej nokautując w 8. rundzie Wachtanga Darcziniana[54].
- Kempton Park – Johnny Muller (waga junior ciężka) pokonał niejednogłośnie na punkty Mateusza Masternaka[55].

12 czerwca
- Chicago – Erislandy Lara obronił tytuł mistrza świata WBA i zdobył wakujący tytuł mistrza świata IBO w kategorii lekkośredniej wygrywając jednogłośnie na punkty z Delvinem Rodríguezem z Dominikany[56].

13 czerwca
- Birmingham – Deontay Wilder obronił tytuł mistrza świata WBC w kategorii ciężkiej nokautując w 9. rundzie Érica Molinę[57]. 
José Pedraza zdobył wakujący tytuł mistrza świata IBF w kategorii junior lekkiej wygrywając jednogłośnie na punkty z Andriejem Klimowem z Rosji.
- Nowy Jork – Nicholas Walters pokonał jednogłośnie na punkty Miguela Marriagę z Kolumbii, ale mimo tego utracił tytuł supermistrza świata WBA w kategorii piórkowej, ponieważ nie utrzymał limitu wagi[58].
- Brescia – Cédric Vitu zdobył wakujący tytuł mistrza Europy (EBU) w kategorii lekkośredniej, wygrywając przez techniczny nokaut w 11. rundzie z Orlando Fiordigiglio.

19 czerwca
- Ostrowiec Świętokrzyski – Mariusz Wach (waga ciężka) pokonał przez techniczny nokaut w 6. rundzie Konstantina Airicha[59].

20 czerwca
- Montreal – David Lemieux zdobył wakujący tytuł mistrza świata IBF w kategorii średniej wygrywając jednogłośnie na punkty z Hassanem N’Damem N’Jikamem[60].
- Mediolan – Michel Soro zdobył wakujący tytuł mistrza Europy (EBU) w kategorii średniej, wygrywając przez nokaut w 8. rundzie z Emanuele Blandamurą[61].
- Las Vegas – Shawn Porter (waga półśrednia) pokonał na punkty Adriena Bronera[62].
- Oakland – Andre Ward pokonał przez techniczny nokaut w 9. rundzie Paula Smitha z Wielkiej Brytanii[63].

27 czerwca
- Bangkok – Amnat Ruenroeng obronił tytuł mistrza świata IBF w kategorii muszej wygrywając jednogłośnie na punkty z Johnem Rielem Casimero[64].
- Carson – Timothy Bradley zdobył wakujący tytuł tymczasowego mistrza świata WBO w kategorii półśredniej wygrywając jednogłośnie na punkty ze swym rodakiem Jessie Vargasem[65]. Przed tą walką Vargas zrezygnował z tytułu regularnego mistrza świata WBA w wadze lekkopółśredniej.

## Lipiec
4 lipca
- Mazatlán – Pedro Guevara obronił tytuł mistrza świata WBC w kategorii junior muszej wygrywając jednogłośnie na punkty ze swym rodakiem Ganiganem Lópezem[66].

6 lipca
- WBO pozbawiła Floyda Mayweathera Jra tytułu mistrza świata w kategorii półśredniej z powodu nieopłacenia walki o tytuł mistrzowski z Mannym Pacquiao. Dotychczasowy mistrz tymczasowy Timothy Bradley został mistrzem regularnym[67].

11 lipca
- Manchester – Terry Flanagan zdobył wakujący tytuł mistrza świata WBO w kategorii lekkiej wygrywając wskutek kontuzji w 2. rundzie z Amerykaninem Jose Zepedą[68].
- Cebu City – Donnie Nietes obronił tytuł mistrza świata WBO w kategorii junior muszej wygrywając na punkty z Meksykaninem Francisco Rodríguezem Jrem[69].
- Tampa – Keith Thurman obronił tytuł mistrza świata WBA w kategorii półśredniej wygrywając przez poddanie w 7. rundzie z Luisem Collazo[70].
- Magdeburg – Ruslan Chagayev obronił tytuł mistrza świata WBA w kategorii ciężkiej nokautując w 1. rundzie Francesco Pianetę[71].

17 lipca
- Ludwigsburg – Erkan Teper zdobył wakujący tytuł mistrza Europy (EBU) w kategorii ciężkiej nokautując w 2. rundzie Davida Price’a[72].

18 lipca
- Makau – César René Cuenca zdobył wakujący tytuł mistrza świata IBF w kategorii lekkopółśredniej wygrywając na punkty z Ik Yangiem z Chin[73].
Nonito Donaire (waga junior piórkowa) wygrał przez techniczny nokaut w 2. rundzie z Anthonym Settoulem z Francji[74].
- El Paso – McJoe Arroyo zdobył wakujący tytuł mistrza świata IBF w kategorii junior koguciej wygrywając przez techniczną decyzję w 10. rundzie z Anthonym Villanuevą z Filipin.
Carl Frampton obronił tytuł mistrza świata IBF w kategorii junior piórkowej po zwycięstwie na punkty z Alejandro Gonzalezem Jrem[75].
- Halle – Arthur Abraham obronił tytuł mistrza świata WBO w kategorii superśredniej pokonując przez techniczny nokaut w 6. rundzie Roberta Stieglitza[76].
- Manchester – Scott Quigg obronił tytuł mistrza świata WBA w kategorii junior piórkowej pokonując przez techniczny nokaut w 2. rundzie Kiko Martíneza[77].
Darleys Pérez obronił tytuł mistrza świata WBA w kategorii lekkiej remisując z Anthonym Crollą z Wielkiej Brytanii[78].

25 lipca
- Las Vegas – Siergiej Kowalow obronił supermistrzostwo świata WBA oraz mistrzostwo IBF i WBO w kategorii półciężkiej, nokautując w 3. rundzie Nadjiba Mohammediego[79].

## Sierpień
1 sierpnia
- Nowy Jork – Daniel Jacobs obronił tytuł mistrza świata WBA w kategorii średniej wygrywając przez techniczny nokaut w 2. rundzie z Sergio Morą[80].

2 sierpnia
- Winter Park – Juan Carlos Payano obronił supermistrzostwo świata WBA w kategorii koguciej wygrywając niejednogłośnie na punkty z Rau’shee Warrenem[81].

6 – 15 sierpnia
- Samokow – Mistrzostwa Europy 2015[82].

7 sierpnia
- Ratchaburi – Pungluang Sor Singyu zdobył wakujący tytuł mistrza świata WBO w kategorii koguciej wygrywając jednogłośnie na punkty z Ryo Akaho z Japonii[83].

14 sierpnia
- Newark – Krzysztof Głowacki zdobył tytuł mistrza świata WBO w kategorii junior ciężkiej nokautując w 11. rundzie obrońcę tytułu Marco Hucka[84].

15 sierpnia
- Guamúchil – Carlos Cuadras obronił tytuł mistrza świata WBC w kategorii junior koguciej wygrywając przez techniczny nokaut w 5. rundzie z Dixonem Floresem z Nikaragui[85].

29 sierpnia
- Los Angeles – Leo Santa Cruz zdobył wakujący tytuł supermistrza świata WBA w wadze piórkowej wygrywając dwa do remisu z Abnerem Maresem[86].

## Wrzesień
5 września
- Drezno – Jürgen Brähmer obronił tytuł mistrza świata WBA w wadze półciężkiej wygrywając przez poddanie w 7. rundzie z Konnim Konradem z Czarnogóry[87].

6 września
- Corpus Christi – Jamie McDonnell obronił tytuł mistrza świata WBA w wadze koguciej wygrywając na punkty z Tomokim Kamedą[88].

11 września
- Toronto – Adonis Stevenson obronił tytuł mistrza świata WBC w wadze półciężkiej wygrywając przez techniczny nokaut w 3. rundzie z Tommym Karpencym[89].

12 września
- Las Vegas – Floyd Mayweather Jr. obronił tytuły supermistrza świata WBA oraz mistrza świata WBC w wadze półśredniej wygrywając na punkty z Andre Berto, po czym ogłosił zakończenie kariery bokserskiej[90].
Badou Jack obronił tytuł mistrza świata WBC w kategorii superśredniej po niejednogłośnym zwycięstwie na punkty na George’em Grovesem[91].
Román Martínez obronił tytuł mistrza świata WBO w kategorii junior lekkiej po remisie z Orlando Salido[92].
- Ledyard – Jermall Charlo zdobył tytuł mistrza świata IBF w kategorii lekkośredniej wygrywając przez nokaut w 3. rundzie z obrońcą tytułu Corneliusem Bundrage[93].
- Bruay-la-Buissière – Thomas Masson zdobył wakujący tytuł mistrza Europy EBU w kategorii muszej wygrywając na punkty z Silvio Olteanu.

19 września
- Kempton Park – Hekkie Budler obronił tytuł mistrza świata WBA w wadze słomkowej po wygraniu na punkty z Simphiwe Khonco.

22 września
- Tokio – Shinsuke Yamanaka obronił tytuł mistrza świata WBC w wadze koguciej pokonując niejednogłośnie na punkty Anselmo Moreno[94].

26 września
- Birmingham – Deontay Wilder obronił tytuł mistrza świata WBC w kategorii ciężkiej wygrywając przez techniczny nokaut w 11. rundzie z Johannem Duhaupasem[95].
- Puerto Peñasco – Juan Francisco Estrada obronił tytuły supermistrza świata WBA oraz mistrza świata WBO w wadze muszej pokonując przez nokaut w 10. rundzie Hernána Márqueza[96].
- Londyn – Fiodor Czudinow obronił tytuł mistrza świata WBA w wadze superśredniej pokonując na punkty Franka Buglioniego[97].
- Łódź – Tomasz Adamek pokonał Przemysława Saletę przez poddanie (kontuzja barku) w 5. rundzie[98].

27 września
- Osaka – Kazuto Ioka obronił tytuł mistrza świata WBA w wadze muszej wygrywając na punkty z Roberto Domingo Sosą z Argentyny.
 Katsunari Takayama obronił tytuł mistrza świata IBF w kategorii słomkowej wygrywając przez techniczny nokaut w 8. rundzie z Ryujim Harą[99].

29 września
- Las Vegas – Javier Fortuna obronił tytuł mistrza świata WBA w wadze junior lekkiej wygrywając przez techniczny nokaut w 10. rundzie z Carlosem Velásquezem z Portoryko[100].

## Październik
2 października
- Buenos Aires – Victor Emilio Ramírez obronił tytuł mistrza świata IBF w kategorii junior ciężkiej remisując z Ovillem McKenzie[101].

3 października
- Carson – Wiktor Postoł zdobył wakujący tytuł mistrza świata WBC w wadze lekkopółśredniej wygrywając przez nokaut w 10. rundzie z Lucasem Martinem Matthysse[102].
- Cincinnati – José Pedraza obronił tytuł mistrza świata IBF w wadze junior lekkiej wygrywając niejednogłośnie na punkty z Ednerem Cherrym[103].
 Adrien Broner zdobył wakujący tytuł mistrza świata WBA w kategorii lekkopółśredniej po pokonaniu przez techniczny nokaut w 12. rundzie Chabiba Ałłachwierdijewa[104].

6 – 15 października
- Doha – Mistrzostwa Świata 2015[105].

9 października
- Clermont-Ferrand – Igor Michałkin obronił tytuł mistrza Europy (EBU) w wadze półciężkiej wygrywając jednogłośnie na punkty z Hugonem Kasperskim z Francji.
- Gandawa – Dmytro Kuczer i Bilal Laggoune zremisowali w walce o wakujący tytuł mistrza Europy (EBU) w wadze junior ciężkiej.

10 października
- Caracas – Jorge Linares obronił tytuł mistrza świata WBC w wadze lekkiej wygrywając przez nokaut w 4. rundzie z Ivanem Cano[106].
- Manchester – Liam Smith zdobył wakujący tytuł mistrza świata WBO w wadze lekkośredniej wygrywając przez techniczny nokaut w 7. rundzie z Johnem Thompsonem[107].
Terry Flanagan obronił tytuł mistrza świata WBO w wadze lekkiej wygrywając przez techniczny nokaut w 2. rundzie z Diego Magdaleno[108].

14 października
- Glendale – Lee Selby obronił tytuł mistrza świata IBF w wadze piórkowej wygrywając na punkty z Fernando Montielem[109].

16 października
- Chicago – Kōhei Kōno obronił tytuł mistrza świata WBA w wadze junior koguciej wygrywając na punkty z Kōkim Kamedą[110].
Andrzej Fonfara pokonał jednogłośnie na punkty Nathana Cleverly’ego zachowując pas mistrza międzynarodowego WBC w wadze półciężkiej[111].

17 października
- Nowy Jork – Giennadij Gołowkin obronił tytuł supermistrza świata WBA i zdobył tytuł mistrza świata IBF w kategorii średniej po zwycięstwie przez techniczny nokaut w 8. rundzie nad Davidem Lemieux[112].
Román González obronił tytuł mistrza świata WBC w kategorii muszej po pokonaniu przez techniczny nokaut w 9. rundzie Briana Vilorii[113].
- Carson – Donnie Nietes obronił tytuł mistrza świata WBO w wadze junior muszej wygrywając na punkty z Juanem Alejo z Meksyku.

24 października
- Omaha – Terence Crawford obronił tytuł mistrza świata WBO w kategorii lekkopółśredniej po zwycięstwie przez techniczny nokaut w 10. rundzie nad Dierrym Jeanem[114].
- Sheffield – Gavin McDonnell obronił tytuł mistrza Europy (EBU) w wadze junior piórkowej wygrywając na punkty z Jeremym Parodim z Francji.

28 października
- Guillermo Rigondeaux został pozbawiony tytułu mistrza świata WBO w kategorii junior piórkowej z powodu nieaktywności.

30 października
- Stambuł – zmarł Sinan Şamil Sam (lat 41), turecki bokser, były zawodowy mistrz Europy wagi ciężkiej[115].
- Liège – Ryan Farrag zdobył wakujący tytuł mistrza Europy (EBU) w wadze koguciej wygrywając przez techniczny nokaut w 9. rundzie ze Stephane Jamoye.
- Guillermo Rigondeaux został pozbawiony tytułu supermistrza świata WBA w kategorii junior piórkowej z powodu nieaktywności. Uzyskał tytuł mistrza w zawieszeniu (champion in recess)[116].

## Listopad
4 listopada
- Kazań – Eduard Trojanowski zdobył tytuł mistrza świata IBF i obronił tytuł mistrza świata IBO w kategorii lekkopółśredniej po zwycięstwie przez techniczny nokaut w 6. rundzie nad Césarem René Cuencą[117].
Dienis Lebiediew obronił tytuł mistrza świata WBA w kategorii junior ciężkiej po zwycięstwie przez techniczny nokaut w 8. rundzie nad Lateefem Kayode z Nigerii[118].
Ola Afolabi pokonał przez nokaut w 5. rundzie Rachima Czachkijewa[119].
Aleksandr Powietkin pokonał wskutek kontuzji w 12. rundzie Mariusza Wacha[120].

7 listopada
- Las Vegas – Wasyl Łomaczenko obronił tytuł mistrza świata WBO w wadze piórkowej po pokonaniu przez nokaut w 10. rundzie Romulo Koasichy z Meksyku[121].
Timothy Bradley obronił tytuł mistrza świata WBO w kategorii półśredniej po zwycięstwie przez techniczny nokaut w 9. rundzie nad Brandonem Ríosem[122].

10 listopada
- Boulogne-sur-Mer – Juli Giner zdobył tytuł mistrza Europy (EBU) w wadze junior lekkiej wygrywając przez techniczny nokaut w 8. rundzie z dotychczasowym mistrzem Romainem Jacobem.

13 listopada
- La Spezia – zmarł Giorgio Bambini (lat 71), włoski bokser, medalista igrzysk olimpijskich z 1968 w wadze ciężkiej[123].

21 listopada
- Manchester – Anthony Crolla zdobył tytuł mistrza świata WBA w kategorii lekkiej po zwycięstwie przez nokaut w 5. rundzie nad obrońcą tytułu Darleysem Pérezem[124].
- Hanower – Arthur Abraham obronił tytuł mistrza świata WBO w kategorii superśredniej po zwycięstwie na punkty nad Martinem Murrayem[125].
- Las Vegas – Saúl Álvarez zdobył tytuł mistrza świata WBC w kategorii średniej po zwycięstwie na punkty nad Miguelem Cotto[126].
Francisco Vargas zdobył tytuł mistrza świata WBC w kategorii junior lekkiej po pokonaniu przez techniczny nokaut w 9. rundzie dotychczasowego mistrza Takashiego Miury[127].
Lee Haskins został nowym mistrzem świata IBF w wadze koguciej, ponieważ dotychczasowy champion Randy Caballero nie zmieścił się w limicie wagi[128].

24 listopada
- Chon Buri – Chayaphon Moonsri obronił tytuł mistrza świata WBC w kategorii słomkowej po pokonaniu przez techniczny nokaut w 9. rundzie Younga Gil Bae z Korei Południowej.

25 listopada
- Hialeah – Erislandy Lara obronił tytuł mistrza świata WBA w kategorii lekkośredniej po zwycięstwie przez techniczny nokaut w 3. rundzie nad Dejanem Zavecem[129].
- Atlanta – O’Neil Bell, były mistrz świata w wadze junior ciężkiej, zginął podczas napadu rabunkowego[130].

28 listopada
- Düsseldorf – Tyson Fury zdobył tytuły supermistrza świata WBA oraz mistrzów świata IBF, WBO i IBO w kategorii ciężkiej po pokonaniu na punkty obrońcy tytułu Wołodymyra Kłyczko[131].
- Sendai – Yu Kimura zdobył tytuł mistrza świata WBC w wadze junior muszej po pokonaniu na punkty obrońcy tytułu Pedro Guevary.
 Carlos Cuadras obronił tytuł mistrza świata WBC w wadze junior koguciej po pokonaniu na punkty Koki Eto.
- Dallas – Jermall Charlo obronił tytuł mistrza świata IBF w wadze lekkośredniej po zwycięstwie przez techniczny nokaut w 4. rundzie nad Wilkym Campfortem z Haiti[132].
- Quebec – James DeGale obronił tytuł mistrza świata IBF w wadze superśredniej po pokonaniu na punkty Luciana Bute[133].

## Grudzień
5 grudnia
- Nowy Jork – Jesus Cuellar obronił tytuł mistrza świata WBA w kategorii piórkowej po zwycięstwie na punkty nad Jonathanem Oquendo z Portoryko[134].
Daniel Jacobs obronił tytuł mistrza świata WBA w kategorii średniej po wygranej przez techniczny nokaut w 1. rundzie nad Peterem Quillinem[135].
- Kijów – Ołeh Jefimowicz zdobył wakujący tytuł mistrza Europy (EBU) w wadze piórkowej wygrywając na punkty z Ruddym Encarnaciónem z Hiszpanii.
- Carshalton – Rubén Nieto zdobył wakujący tytuł mistrza Europy (EBU) w wadze lekkopółśredniej wygrywając przez dyskwalifikację z Lennym Dawsem z Wielkiej Brytanii.

7 grudnia
- Hua Hin – Amnat Ruenroeng obronił tytuł mistrza świata IBF w kategorii muszej po pokonaniu na punkty Myunga Ho Lee z Japonii[136].

8 grudnia
- Tyson Fury został pozbawiony tytułu mistrza świata IBF w wadze ciężkiej, ponieważ odmówił walki z Wjaczesławem Hłazkowem, wybierając pojedynek rewanżowy z Wołodymyrem Kłyczko[137].

11 grudnia
- San Juan – Nonito Donaire zdobył wakujący tytuł mistrza świata WBO w kategorii junior piórkowej po pokonaniu na punkty Césara Juáreza[138].

12 grudnia
- Londyn – Tony Bellew zdobył wakujący tytuł mistrza Europy (EBU) w wadze junior ciężkiej wygrywając na punkty z Mateuszem Masternakiem[139].
- Moskwa – Enzo Maccarinelli znokautował w 4. rundzie Roya Jonesa Jra[140].

17 grudnia
- Paryż – Cédric Vitu obronił tytuł mistrza Europy (EBU) w wadze lekkośredniej wygrywając na punkty z Roberto Santosem z Hiszpanii.

18 grudnia
- Las Vegas – Rances Barthelemy zdobył wakujący tytuł mistrza świata IBF w kategorii lekkiej po pokonaniu na punkty Dienisa Szafikowa[141].

19 grudnia
- Manchester – Liam Smith obronił tytuł mistrza świata WBO w wadze lekkośredniej po pokonaniu przez techniczny nokaut w 7. rundzie z Jimmy’ego Kelly’ego z Wielkiej Brytanii[142].
Billy Joe Saunders został nowym mistrzem świata WBO w wadze średniej po zwycięstwie na punkty nad obrońcą tytułu Andym Lee[143].
- Helsinki – Robert Helenius zdobył wakujący tytuł mistrza Europy (EBU) w wadze ciężkiej wygrywając na punkty z Franzem Rillem[144].

29 grudnia
- Tokio – Akira Yaegashi zdobył tytuł mistrza świata IBF w kategorii junior muszej po pokonaniu na punkty obrońcy tytułu Javiera Mendozy[145].
Naoya Inoue obronił tytuł mistrza świata WBO w kategorii junior koguciej po zwycięstwie przez techniczny nokaut w 2. rundzie nad Warlito Parrenasem z Filipin[145].

30 grudnia
- – zmarł Howard Davis (lat 59), amerykański bokser, mistrz olimpijski z 1976 w wadze lekkiej[146].

31 grudnia
- Tokio – Ryoichi Taguchi obronił tytuł mistrza świata WBA w kategorii junior muszej po zwycięstwie przez poddanie po 3. rundach nad Luisem de la Rosą z Kolumbii[147].
Takashi Uchiyama obronił tytuł supermistrza świata WBA w kategorii junior lekkiej po pokonaniu przez techniczny nokaut w 3. rundzie Olivera Floresa z Nikaragui[147].
- Osaka – José Argumedo zdobył tytuł mistrza świata IBF w wadze słomkowej po pokonaniu przez techniczną decyzję po 9. rundach obrońcy tytułu Katsunariego Takayamy[147].
Kazuto Ioka obronił tytuł mistrza świata WBA w kategorii muszej po zwycięstwie przez techniczny nokaut w 11. rundzie nad Juanem Carlosem Reveco[147].
- Nagoja – Kōsei Tanaka obronił tytuł mistrza świata WBO w kategorii słomkowej po pokonaniu przez nokaut w 6. rundzie Vica Saludara z Filipin[147].